# Język pali
Język pali (sanskr. पाळि pāli, szereg, wiersz, kanon), język palijski – martwy język średnioindyjski z grupy indoaryjskiej języków indoeuropejskich, wykazujący duże podobieństwo do języka wedyjskiego i sanskrytu klasycznego. Jest jednym z prakrytów.
W języku tym powstało wiele tekstów literackich i religijnych w okresie od III w. p.n.e. Na szczególną uwagę zasługuje Tipiṭaka – tak zwany kanon palijski – zbiór ksiąg kanonicznych wczesnych szkół buddyjskich.
Język pali jest nadal używany jako język liturgiczny przez kultywujących tradycję therawady buddystów na Cejlonie i w Azji Południowo-Wschodniej.

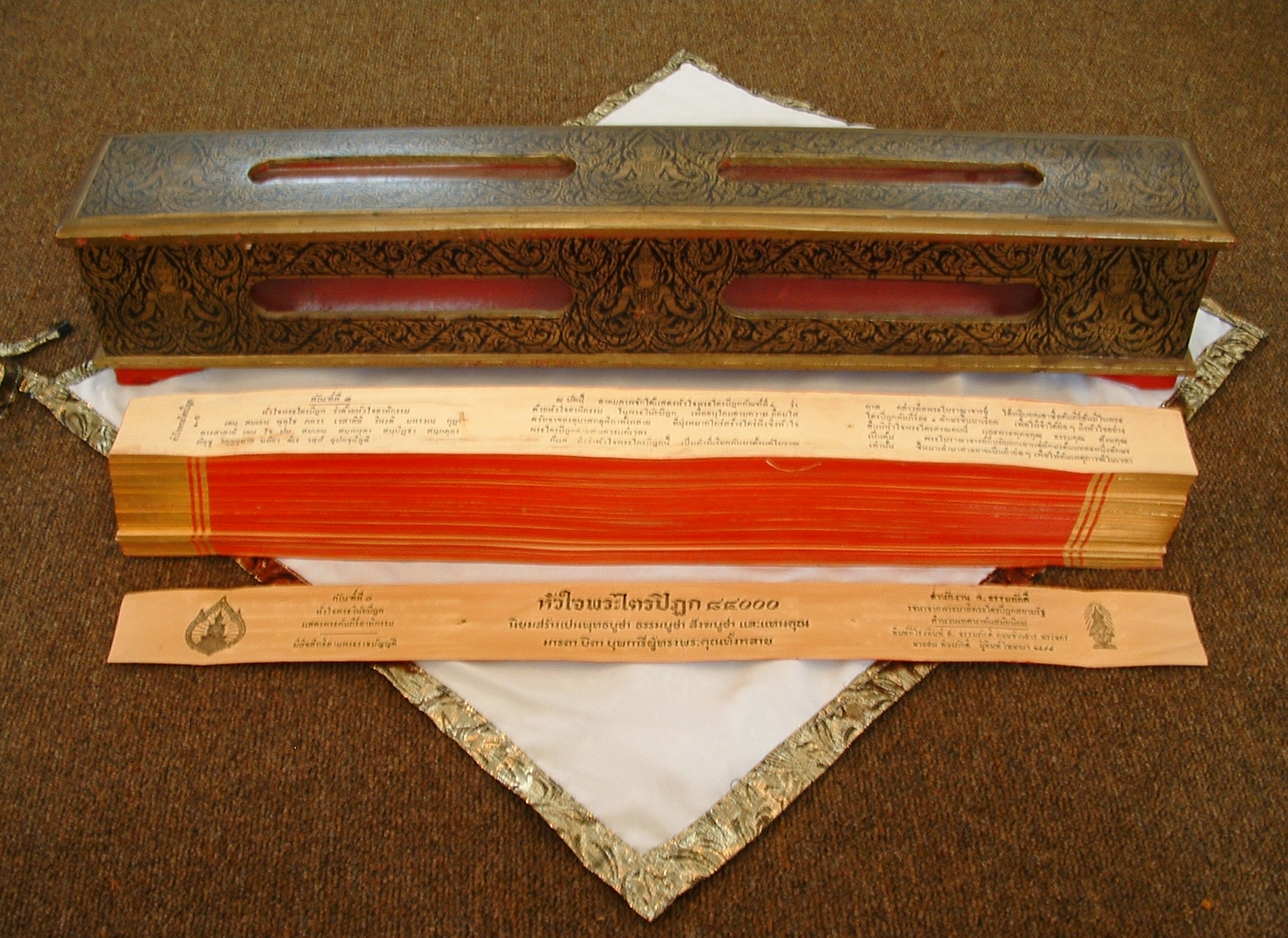
Buddyjski rękopis w języku palijskim: Tipitaka